# Dálnice D7

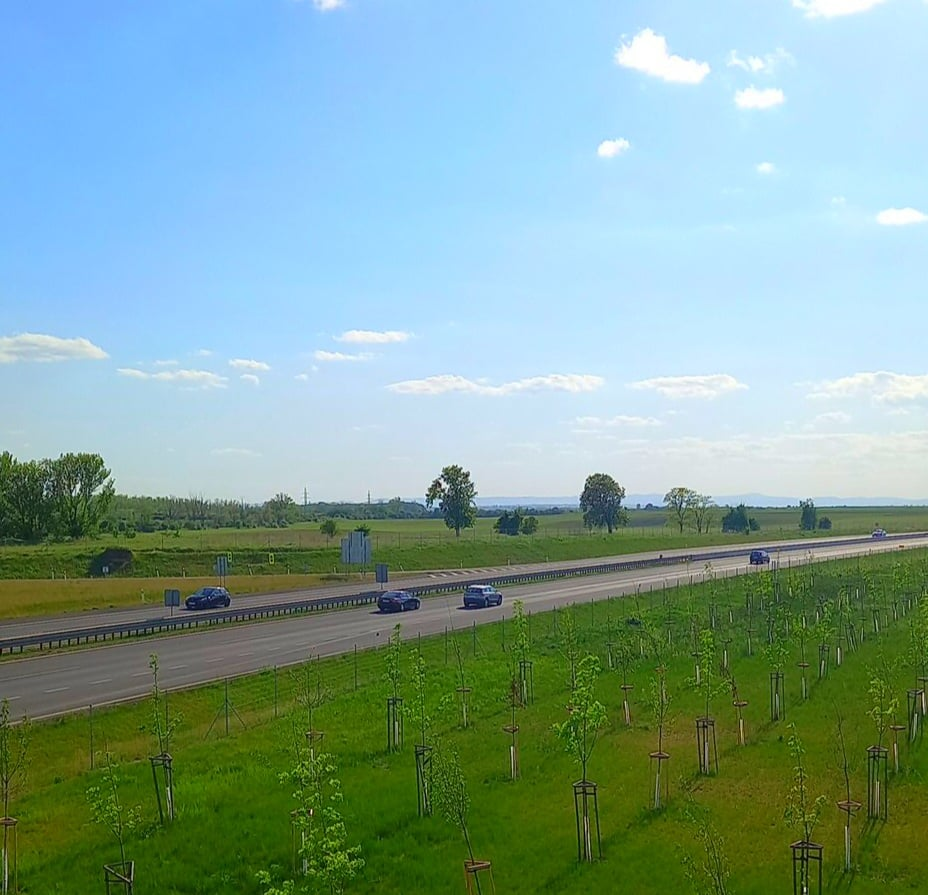
D7 u Postoloprt (56. km)

Dálnice D7 (do 31. prosince 2015 rychlostní silnice R7), někdy též zvaná slánská či chomutovská dálnice, je dálnice, která vede z Prahy kolem Slaného a Loun do Chomutova, kde končí napojením na silnici I/7, která vede na státní hranici s Německem.

## Popis trasy dálnice
Dálnice D7 je ještě ne zcela dokončená dálnice vedoucí z Prahy přes Louny do Spořic u Chomutova. Je dlouhá 78 km a je v celé své délce plánována jako čtyřpruhová.
Po dálnici není v celém jejím úseku vedena žádná evropská silnice.

### Úsek od Prahy po Louny
Dálnice D7 začíná na severozápadu Prahy provizorním volným navázáním na silnici I/7. Avšak v budoucnu bude začínat na mimoúrovňovém křížení s dálnicí D0 v Praze v prostoru mezi místními částmi Přední Kopanina a Nebušice poblíž osady Na Padesátníku. Od této křižovatky povede severozápadním směrem k letišti Václava Havla Praha, v prostoru současné mimoúrovňové křižovatky Ruzyně - letiště nahradí současnou silnici I/7 a za mimoúrovňovou křižovatkou Aviatická se napojí na již zprovozněný úsek.
Od mimoúrovňové křižovatky Ruzyně - letiště dálnice pokračuje severozápadním směrem ke Slanému, přičemž míjí město Buštěhrad. Pro tento úsek dálnice je příznačné, že prochází mírně zvlněnou krajinou.
Jihovýchodně od Slaného, u obce Knovíz je dálnice v současnosti provizorně ukončena a přechází v silnici I/7 vedenou až ke křížení se silnicí I/16 na MÚK Slaný-západ po pravé polovině profilu budoucí dálnice. Po dokončení bude tedy dálnice pokračovat dál severozápadním směrem, přičemž od Knovíze obloukem vytvoří jihozápadní obchvat Slaného, kdy mimo jiné překlene údolí Šternberského potoka a údolí Červeného potoka.
Pokračování severozápadně od Slaného bude vedeno v trase současné silnici I/7, která tvoří levou polovinu profilu budoucí dálnice s výjimkou úseku u Lotouše (osada Písek), kde bude vytvořen severovýchodní obchvat. U Kutrovic potom dálnice překlene údolí Bakovského potoka, následně projde kolem obce Třebíz ke hranici Středočeského a Ústeckého kraje. Úsek od hranice krajů včetně jihozápadního obchvatu městyse Panenský Týnec byl zprovozněn v prosinci 2021 a navázal na dříve zprovozněný úsek u Sulce, místní části obce Toužetín, který byl zprovozněn v roce 2009. Od Sulce pokračuje kolem Chlumčan (zprovozněno částečně v prosinci 2023, zcela v červnu 2024) k Lounům, kde navazuje jejich jihozápadní obchvat zprovozněný v září 2023.
Již zprovozněné úseky této části dálnice jsou postaveny v různých kategoriích, a to v kategorii S 22/100 v úseku od provizorního začátku dálnice za mimoúrovňovou křižovatkou Aviatická po mimoúrovňovou křižovatku Makotřasy, v kategorii S 24,5/100 od mimoúrovňové křižovatky Makotřasy po obec Brandýsek, v kategorii R 24,5/100 asi 2,3 km dlouhý úsek od Brandýsku po provizorní ukončení dálnice za mimoúrovňovou křižovatkou Knovíz, úseky u Panenského Týnce a Sulce v kategorii R 25,5/100, úsek u Chlumčan v kategorii D 25,5/120 a obchvat Loun v kategorii D 25,5/100. Zbývající, dosud nezprovozněné úseky této části dálnice, tj. od mimoúrovňové křižovatky Knovíz po Panenský Týnec budou vystavěny v kategorii D 25,5/110.

### Úsek od Loun po Chomutov
Dálnice D7 obchází město Louny po jeho jihozápadním okraji a vytváří jim jihozápadní obchvat. Následně bude mezi Louny a Postoloprty pokračovat v údolí řeky Ohře, kterou před Postoloprty překlene a vytvoří severní obchvat města Postoloprty. Následně opouští údolí řeky Ohře a souběžně s říčkou Chomutovkou vede k městu Chomutov, přičemž od Postoloprt až po Chomutov je dálnice již zprovozněna. Pro celý úsek od Postoloprt po Chomutov je typické, že prochází rovinatou krajinou. Končí jižně od Chomutova, na mimoúrovňové křižovatkce Spořice volně přechází na silnici I/7.
Již zprovozněné úseky této dálnice jsou postaveny v kategorii R 25,5/100. Zbývající, dosud nezprovozněné úseky této části dálnice, budou rovněž vystavěny v kategorii R 25,5/100.

## Historie výstavby
První úvahy o dálnici D7 se objevují na začátku 60. let 20. století, tehdy však ještě jako o rychlostní silnici R7. Součástí sítě dálnic a rychlostních silnic se stala v roce 1963 přijetím koncepce dlouhodobého rozvoje silniční sítě a místních komunikací. Dálnice byla od počátku plánována jako čtyřpruhová rychlostní silnice v úseku Praha – Louny – Chomutov.
Výstavba dnešní dálnice D7 byla zahájena v roce 1971 začleněním 6 km dlouhého úseku mezi mimoúrovňovou křižovatkou Ruzyně - letiště a Makotřasami. Tento úsek byl ve výstavbě 1962 a zprovozněn byl v roce 1964 ještě jako silnice I/7, přičemž navázal na 2,1 km dlouhý čtyřpruhový úsek silnice I/7, který byl pokračováním ulice Evropská a který byl zprovozněn již před rokem 1953. Samotná mimoúrovňová křižovatka Ruzyně - letiště byla potom zprovozněna v roce 1962. V průběhu 70. let 20. století byly postupně zahájeny stavby všech úseků mezi Makotřasy a Slaným.
Prvním úsekem otevřeným pro veřejnost byl 6 km dlouhý úsek mezi mimoúrovňovou křižovatkou Ruzyně - letiště a Makotřasy který zprovozněn ještě před vymezením dálnice D7 a který se po začlenění do dálnice v roce 1971 stal její první zprovozněnou součástí. V roce 1976 následovalo zprovoznění mimoúrovňové křižovatky Buštěhrad (dříve nazývané též jako mimoúrovňová křižovatka Koníčkův mlýn nebo mimoúrovňová křižovatka Makotřasy). V roce 1979 byl ještě zprovozněn 1,5 km dlouhý úsek mezi Makotřasy a Buštěhradem. Ostatní úseky byly v 70. letech 20. století v provozu pouze v polovičním profilu, zcela zprovozněny byly až v 80. letech 20. století, a to v roce 1982 úsek mezi Buštěhradem a Stehelčevsí, v roce 1984 úsek mezi Stehelčevsí a Brandýskem, v roce 1985 úsek mezi Brandýskem a Knovízem a v roce 1986 úsek od Knovíze po mimoúrovňovou křižovatku Knovíz, který byl však ukončený provizorním sjezdem ještě před mimoúrovňovou křižovatkou. Samotná mimoúrovňová křižovatka Knovíz (dříve nazývaná mimoúrovňová křižovatka Slaný-jih) pak byla zprovozněna v roce 1989.
V průběhu 90. let 20. století probíhala výstavba vybraných úseků dálnice D7, zejména těch, které vytvořily obchvaty obcí nebo které odstranily kolizní body, v polovičním profilu, u něhož byla současně provedena i příprava na plný profil. Tak byl v letech 1995 až 1998 zprovozněn obchvat Slaného, v roce 1997 obchvat Třebíze a v roce 1999 obchvat Loun. Dostavba na plný profil potom měla probíhat podle potřeby. Tento způsob výstavby byl koncem devadesátých přehodnocen a od roku 2000 probíhala výstavba dalších úseků přímo v plném profilu. Takto byla zahájena stavba obchvatu Sulce, místní části obce Toužetín a úseků mezi Bitozevsí a Chomutovem. Obchvat Sulce byl zprovozněn v 2009, avšak pro svou krátkou délku nebyl do dostavby obchvatu Panenského Týnce v roce 2021 označen jako dálnice. Část dálnice mezi Bitozevsí a Chomutovem byla zprovozněna v roce 2009 v úseku od Bitozevse po Vysočany a v roce 2013 v úseku od Vysočan po konec dálnice v Chomutově. Při převodu na dálnici a přeznačení z R7 na D7 k 1. lednu 2016 se koncový úsek Spořice–Chomutov nestal součástí dálnice, ale byl přeřazen mezi silnice první třídy.
V roce 2016 byla zprovozněna úprava mimoúrovňové křižovatky Ruzyně - letiště, jejímž cílem bylo upravit sjezd z dálnice ve směru na Chomutov a nájezd na dálnici ve směru na Chomutov. Avšak i tato úprava je jen provizorní, neboť v konečné podobě této mimoúrovňové křižovatky bude pro směr od Prahy k letišti použita polopřímá rampa namísto nynější nepřímé rampy, hlavní trasa v místě MÚK Aviatická bude rozšířena o přídatné pruhy.
V roce 2018 byl zprovozněn úsek od Bítozevse do Postoloprt délky 3500 m, v roce 2019 byla zahájena výstavba zkapacitnění obchvatu Panenského Týnce a v roce 2020 obchvatu Loun. Úsek u Panenského Týnce se otevřel na konci roku 2021 a u Loun v září 2023.
Na jaře roku 2022 byla zahájena stavba Chlumčany, zkapacitnění o délce 4,4 km. Tato stavba měla být podle původních plánů zprovozněna v létě roku 2024, nakonec došlo v dubnu 2023 k dohodě mezi ŘSD a zhotovitelem (Metrostav Infrastructure) o zprovoznění úseku ještě v roce 2023 (kromě mostu u Chlumčanského mlýna, který tou dobou měl být hotový v polovičním profilu).. Úsek byl nakonec částečně zprovozněn 18. prosince 2023, v plném rozsahu v červnu 2024.
V roce 2024 byly rozestavěny úseky od Knovíze po Panenský Týnec s termíny zprovoznění v letech 2026 a 2027.
V Ústeckém kraji tak zbývá vybudovat poslední úsek, a to rozšíření obchvatu Postoloprt, který se bude stavět jako poslední z celé dálnice D7. Zahájení stavby je naplánováno na rok 2027, zprovoznění pak na rok 2030.
| Číslo | Úsek                                     | Staničení (km)  | Délka    | Kategorie | Zahájení stavby    | Zprovoznění       | Křižovatky                             |
| ----- | ---------------------------------------- | --------------- | -------- | --------- | ------------------ | ----------------- | -------------------------------------- |
| A11   | MÚK Aviatická - MÚK Ruzyně, 2. etapa     | 0,000 - 0,680   | 1,443 km | D41,5/100 | plánováno 2027     | plánováno 2029    | Přední Kopanina (plánovaná)            |
| A16   | MÚK Aviatická - MÚK Ruzyně, 1. etapa     | —               | 1,080 km | R25,5/80  | plánováno 2025     | plánováno 2028    | Aviatická (nyní Letiště) (EXIT 2)      |
|       | Ruzyně - Makotřasy                       | 0,680 - 6,680   | 6,000 km | S22,5/100 | 60. léta 20. stol. | 1962              | Kněževes (EXIT 3) Středokluky (EXIT 5) |
|       | Makotřasy - Buštěhrad                    | 6,680 - 8,180   | 1,500 km | S22,5/100 | 70. léta 20. stol. | 1979              | Buštěhrad (EXIT 7)                     |
|       | Buštěhrad - Stehelčeves                  | 8,180 - 11,580  | 3,400 km | S24,5/100 | 70. léta 20. stol. | 1982              | Bouchalka (EXIT 9)                     |
|       | Stehelčeves - Brandýsek                  | 11,580 - 14,580 | 3,000 km | S24,5/100 | 70. léta 20. stol  | 1984              | —                                      |
|       | Brandýsek - Knovíz                       | 14,580 - 16,280 | 1,700 km | R24,5/100 | 70. léta 20. stol. | 1985              | —                                      |
|       | Knovíz - MÚK Slaný-jih (nově MÚK Knovíz) | 16,280 - 17,160 | 0,880 km | R24,5/100 | 70. léta 20. stol. | 1986              | —                                      |
|       | MÚK Slaný-jih (nově MÚK Knovíz)          | 17,160 - 17,730 | 0,570 km | R24,5/100 | 70. léta 20. stol. | 1989              | Knovíz (EXIT 18)                       |
| S20   | MÚK Knovíz - MÚK Slaný-západ             | 17,730 - 24,350 | 6,620 km | D25,5/110 | 12/2024            | plánováno 06/2027 | Kvíc (EXIT 21) Slaný-západ (EXIT 24)   |
| S21   | MÚK Slaný-západ - Kutrovice              | 24,350 - 27,700 | 3,350 km | D25,5/110 | 10/2024            | plánováno 11/2026 | —                                      |
| S22   | Kutrovice - Panenský Týnec               | 27,700 - 34,464 | 6,764 km | D25,5/110 | 12/2024            | plánováno 06/2027 | Hořešovice (EXIT 32)                   |
| U5    | Panenský Týnec, zkapacitnění obchvatu    | 34,464 - 37,922 | 3,500 km | R25,5/100 | 09/2019            | 12/2021           | Panenský Týnec (EXIT 37)               |
| U6    | Sulec, obchvat                           | 37,922 - 40,442 | 2,520 km | R25,5/100 | 04/2008            | 11/2009           | —                                      |
| U7    | Chlumčany, zkapacitnění                  | 40,442 - 44,882 | 4,448 km | D25,5/120 | 02/2022            | 06/2024           | Louny-východ (EXIT 45)                 |
| U8    | Louny, zkapacitnění obchvatu             | 44,882 - 51,012 | 6,130 km | D25,5/100 | 08/2020            | 09/2023           | Louny-západ (EXIT 49)                  |
| U9    | Postoloprty, zkapacitnění obchvatu       | 51,012 - 55,860 | 4,848 km | D25,5/100 | plánováno 2027     | plánováno 2030    | Březno (EXIT 53)                       |
| U10   | Postoloprty - MÚK Bitozeves              | 55,860 - 59,660 | 3,770 km | R25,5/100 | 09/2016            | 08/2018           | Postoloprty - západ (EXIT 56)          |
| U11   | MÚK Bitozeves - MÚK Vysočany             | 59,660 - 65,409 | 5,779 km | R25,5/100 | 04/2008            | 10/2009           | Bitozeves (EXIT 60)                    |
| U12   | MÚK Vysočany                             | 65,409 - 65,931 | 0,528 km | R25,5/100 | 03/2008            | 10/2009           | Žiželice (EXIT 66)                     |
| U13   | MÚK Vysočany - MÚK Droužkovice           | 65,931 - 75,381 | 9,444 km | R25,5/100 | 07/2010            | 12/2013           | Lažany (EXIT 70) Droužkovice (EXIT 75) |
| U14   | MÚK Droužkovice - MÚK Nové Spořice       | 75,381 - 81,722 | 6,391 km | R25,5/100 | 06/2010            | 12/2013           | Spořice (EXIT 78) Chomutov (EXIT 82)   |

## Modernizace silnice
| Číslo | Úsek                            | Délka    | Kategorie | Zahájení stavby | Zprovoznění    | Křižovatky |
| ----- | ------------------------------- | -------- | --------- | --------------- | -------------- | ---------- |
| S35   | MÚK Kněževes, přídatné pruhy    | 0,555 km | D33,5/130 | 03/2023         | 03/2024        |            |
| S36   | MÚK Středokluky, přídatné pruhy | 0,880 km | D33,5/130 | plánováno 2027  | plánováno 2028 |            |

## Připravované projekty

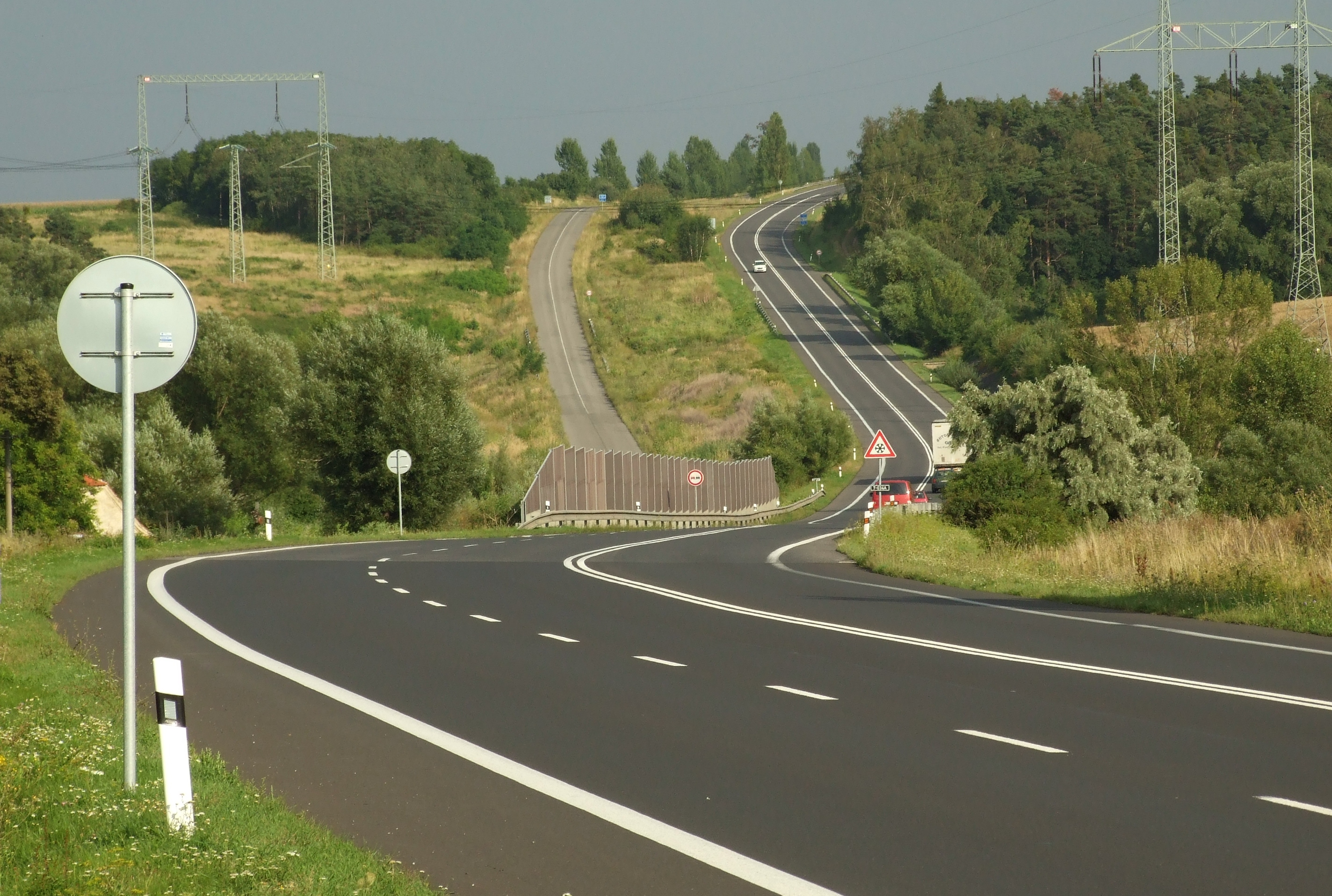
Úsek dálnice D7 u Panenského Týnce v polovičním profilu. V plném profilu byl zprovozněn v prosinci 2021.

Dálnice D7 v současnosti není zprovozněna v celé své délce, jak je naplánována podle současné koncepce dálniční sítě. Vedle projektů týkajících pouze stavebních úprav (především rozšíření) již hotových úseků tak probíhají projekty zaměřené na výstavbu dosud nezprovozněných úseků.
Na D7 je velmi malé množství odpočívek, mezi Slaným a Chomutovem dokonce vůbec, ŘSD proto plánuje postavit 2 odpočívky a 1 přestavět, přestavba se týká odpočívky Netovice u Slaného a nově se postaví odpočívky Smolnice u obou směrů (D7 Chlumčany zkapacitnění) a odpočívka Hrušovany (R7 MÚK Vysočany - MÚK Droužkovice), u kterého se počítá jen se směrem na Prahu, začátek realizace této odpočívky se počítá na rok 2026.
K úplnému dokončení dálnice D7 zbývá zprovoznit úseky mezi mimoúrovňovou křižovatkou Knovíz a již zprovozněným úsekem mezi Panenským Týncem a Sulcem a mezi již zprovozněným úsekem u Sulce a mimoúrovňovou křižovatkou Postoloprty-západ. U všech chybějících úseků probíhá příprava k zahájení výstavby, avšak jednotlivé úseky jsou v různých stádiích přípravy. V září 2020 se zahájila stavba D7 zkapacitnění úseku u Loun a v únoru 2022 nový úsek okolo Chlumčan. U “středočeských“ úseků mezi Slaným a Panenským Týncem se stavba zahájila v roce 2024. Jako poslední úsek by se měl stavět zkapacitnění obchvatu u Postoloprt, s touto stavbou se počítá s realizací na rok 2025-2028. Počáteční úsek pak bude realizován spolu s navazujícím úsekem dálnice D0. V plánu je také přestavba křižovatek Kněževes a Středokluky (Exit 3 a 5), dojde k rozšíření připojovacího a odbočovacího pruhu a rozšíření dálnice tak, že bude připravena i k plánovanému rozšíření D7 na 3+3 mezi 2 a 7 km.
Projekty týkající se rekonstrukce již hotových úseků se zaměří na úpravu dálnice podle norem a požadavků pro dálnice I. třídy, neboť dálnice D7 je, coby převedená rychlostní silnice R7, dálnicí II. třídy, a splňuje tudíž pouze mírnější normy a požadavky. Ředitelství silnic a dálnic však plánuje postupnou úpravu dálnic II. třídy tak, aby se jejich úroveň sjednotila s úrovní dálnic I. třídy.

## Zpoplatnění
Použití dálnice je zpoplatněno, a to jak v systému časového zpoplatnění tak i v systému elektronického mýtného

### Současnost

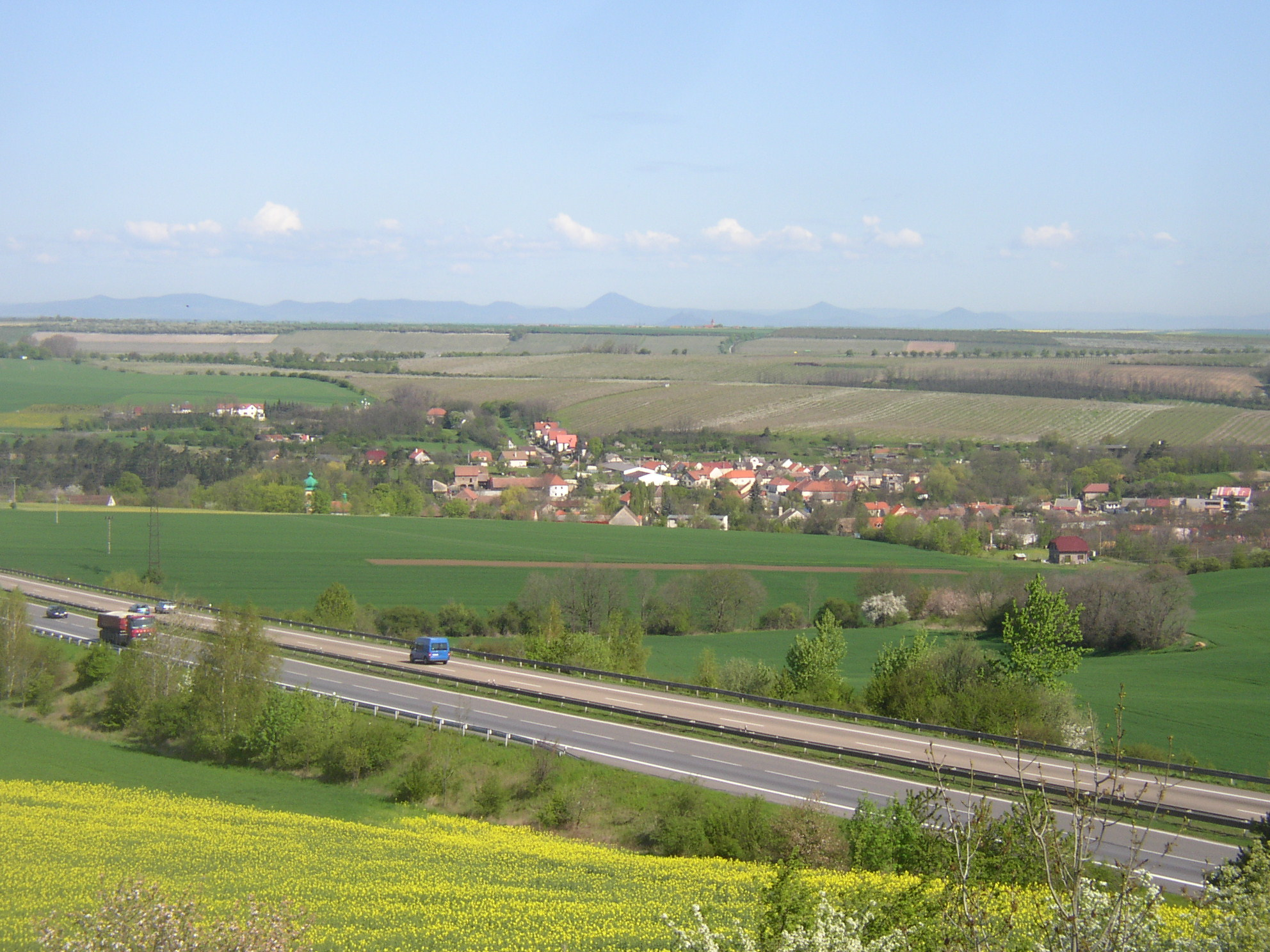
Dálnice D7 u obce Knovíz.

D7 je jedna z mála dálnic, kde přebývá počet nezpoplatněných km než zpoplatněných. V systému časového zpoplatnění je dálnice D7 zpoplatněna pouze v úseku od provizorního začátku dálnice za mimoúrovňovou křižovatkou Ruzyně - letiště po provizorní zakončení dálnice za mimoúrovňovou křižovatkou Knovíz. Druhý úsek dálnice u Panenského Týnce zpoplatněn není, třetí úsek od provizorního začátku u Postoloprt po konec dálnice u Chomutova zpoplatněn také není.. V systému elektronického mýtného je dálnice D7 zpoplatněna v celé své zprovozněné délce, tedy jak v úseku od provizorního začátku dálnice za mimoúrovňovou křižovatkou Ruzyně - letiště po provizorní konec u Knovíze, tak i v úseku od Postoloprt po Chomutov, jakož i v krátkém úseku u Panenského Týnce.

### Historie
Použití dálnice D7 je zpoplatněno od 1. ledna 1995, tedy od zavedení poplatků za užívání dálnic a silnic dálničního typu. V době zavedení zpoplatnění byla dálnice D7 zpoplatněna pouze v úseku od mimoúrovňové křižovatky Kněževes (exit 3) po provizorní konec dálnice u Knovíze za mimoúrovňovou křižovatkou Knovíz. Počáteční úsek u Prahy od provizorního začátku dálnice za mimoúrovňovou křižovatkou Ruzyně - letiště po mimoúrovňovou křižovatku Kněževes zpoplatněn nebyl..

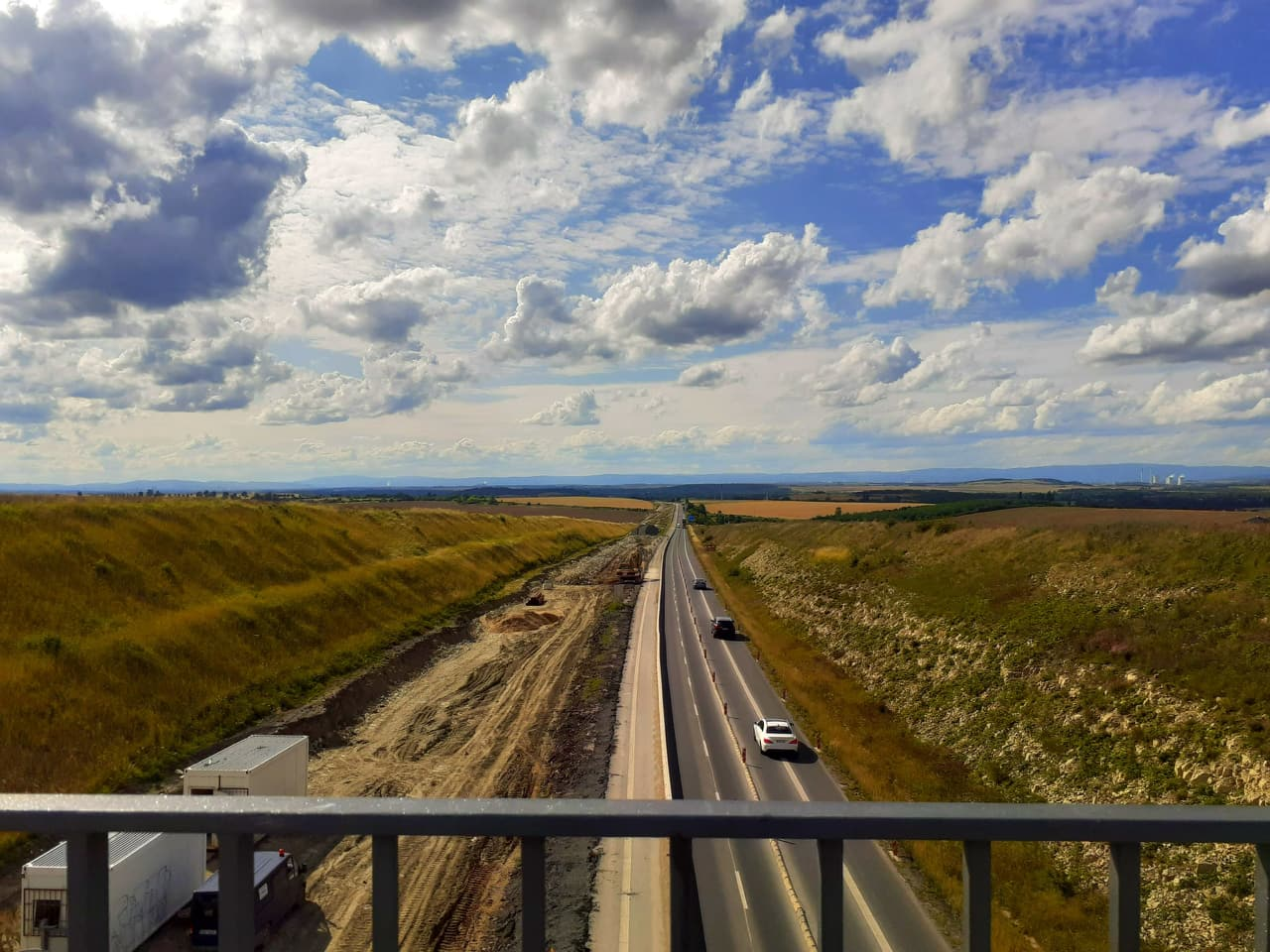
D7 u Loun během výstavby (srpen 2021)

Od svého zavedení bylo zpoplatnění dálnic a silnic dálničního typu předmětem několika změn, které se projevily i na míře zpoplatnění dálnice D7. Většina změn však souvisela se zprovozněním nových úseků, u nichž bylo též zaváděno zpoplatnění za jejich užití.
První a nejvýraznější změnou bylo opuštění dosavadního jednotného systému zpoplatnění prostřednictvím poplatku za užívání dálnic a silnic dálničního typu a od 1. ledna 2007 jeho nahrazení dvěma systémy zpoplatnění, a to systémem časového zpoplatnění a systémem elektronického mýta. Existence dvou systémů zpoplatnění se projevila i na míře zpoplatnění dálnice D7. Zatímco v systému časového zpoplatnění nedošlo k žádným změnám a nezpoplatněný úsek zůstal zachován, tak v systému elektronického mýta byla dálnice zpoplatněna v celé své zprovozněné délce.
K další změně došlo 1. ledna 2008, odkdy byla dálnice D7 zpoplatněna v celé své délce, tj. včetně úseku od provizorního začátku dálnice za mimoúrovňovou křižovatkou Ruzyně - letiště po mimoúrovňovou křižovatku Kněževes, i v systému časového zpoplatnění. Dále tak bylo užití dálnice D7 zpoplatněno ve stejném rozsahu v obou systémech zpoplatnění.
K další změně ve zpoplatnění užití dálnice D7 došlo od 1. ledna 2010, kdy byly zpoplatněny i nově zprovozněný úsek tvořící obchvat Sulce a úsek od Bitozevse po Žiželice. Avšak zpoplatněny byly úseky pouze v systému elektronického mýta, v systému časového zpoplatnění tyto úseky zpoplatněny nebyly.
Poslední změna nastala 1. ledna 2013 a týká se opět systému elektronického mýtného, odkdy je v tomto systému zpoplatněn i nově zprovozněný úsek dálnice od Žiželic po Chomutov.
K rozdělení zpoplatnění časového a systému elektronického mýta došlo od 1. ledna 2017, kdy časové zpoplatnění se vrátilo do původní podoby v úseku od mimoúrovňové křižovatky Kněževes (exit 3) až po provizorní konec u Knovíze.